# Белозерский, Николай Михайлович
Николай Михайлович Белозерский (1833, Оленовка, Черниговская губерния — 11 июня 1896) — украинский фольклорист, историк и этнограф. Брат Василия Белозерского и Александры Кулиш. 

## Биография
Родился на хуторе Мотроновка (ныне в составе села Оленовка Борзнянского района Черниговской области).
Учился в Петровском кадетском корпусе в Полтаве, но обучение не окончил. Поселился у своего зятя Пантелеймона Кулиша, под его влиянием стал интересоваться историей Украины. В 1854 году служил в Черниговском губернском правлении, работал помощником редактора «Черниговских губернских ведомостей», а впоследствии некоторое время исполнял обязанности главного редактора (до 1855 года). В этот период в газете печатались исторические акты, песни, сказки, предания из истории края, начали публиковаться басни Леонида Глебова.
Впоследствии Белозерский оставил службу и увлёкся сбором украинских народных песен. Участвовал в издании Амвросием Метлинским в 1854 году «Сборника малороссийских песен». Самостоятельно собрал около 800 украинских песен (на сентябрь 1855 года), которые собирался издать, но позже передал Пантелеймону Кулишу. В 1856 году издал книгу «Южнорусские летописи», где опубликовал неизвестные памятники, в том числе Черниговскую летопись. Позже Белозерский поселился на хуторе близ города Борзна, где прожил до конца жизни, занимаясь сельским хозяйством, но продолжал собирать материалы украинского фольклора. Публиковался в журнале «Киевская старина».